# Зеебург (Нижня Саксонія)
Зеебург (нім. Seeburg) — громада в Німеччині, розташована в землі Нижня Саксонія. Входить до складу району Геттінген. Складова частина об'єднання громад Радольфсгаузен.
Площа — 13,44 км2. Населення становить 1572 ос. (станом на 31 грудня 2021).

## Галерея

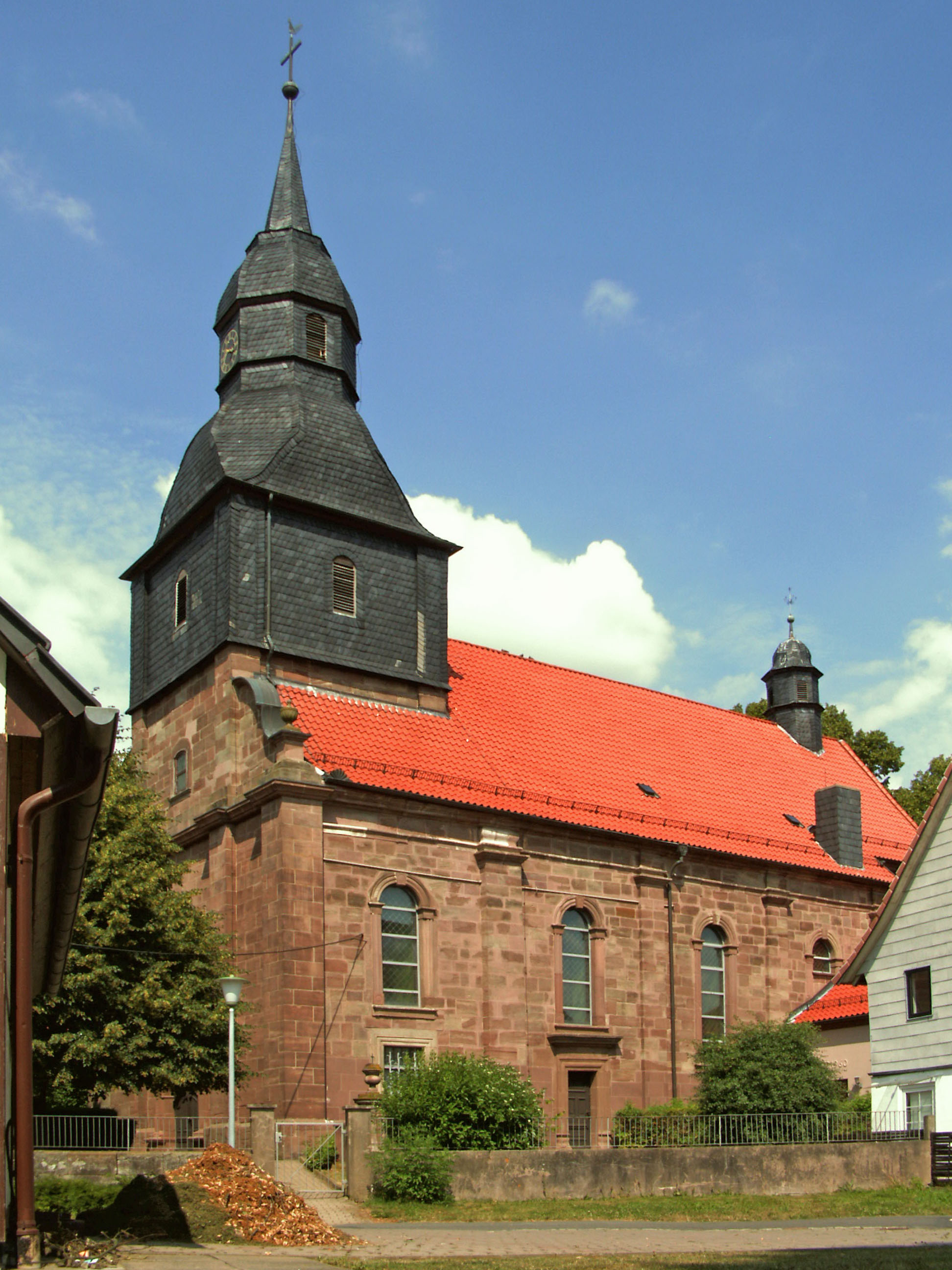
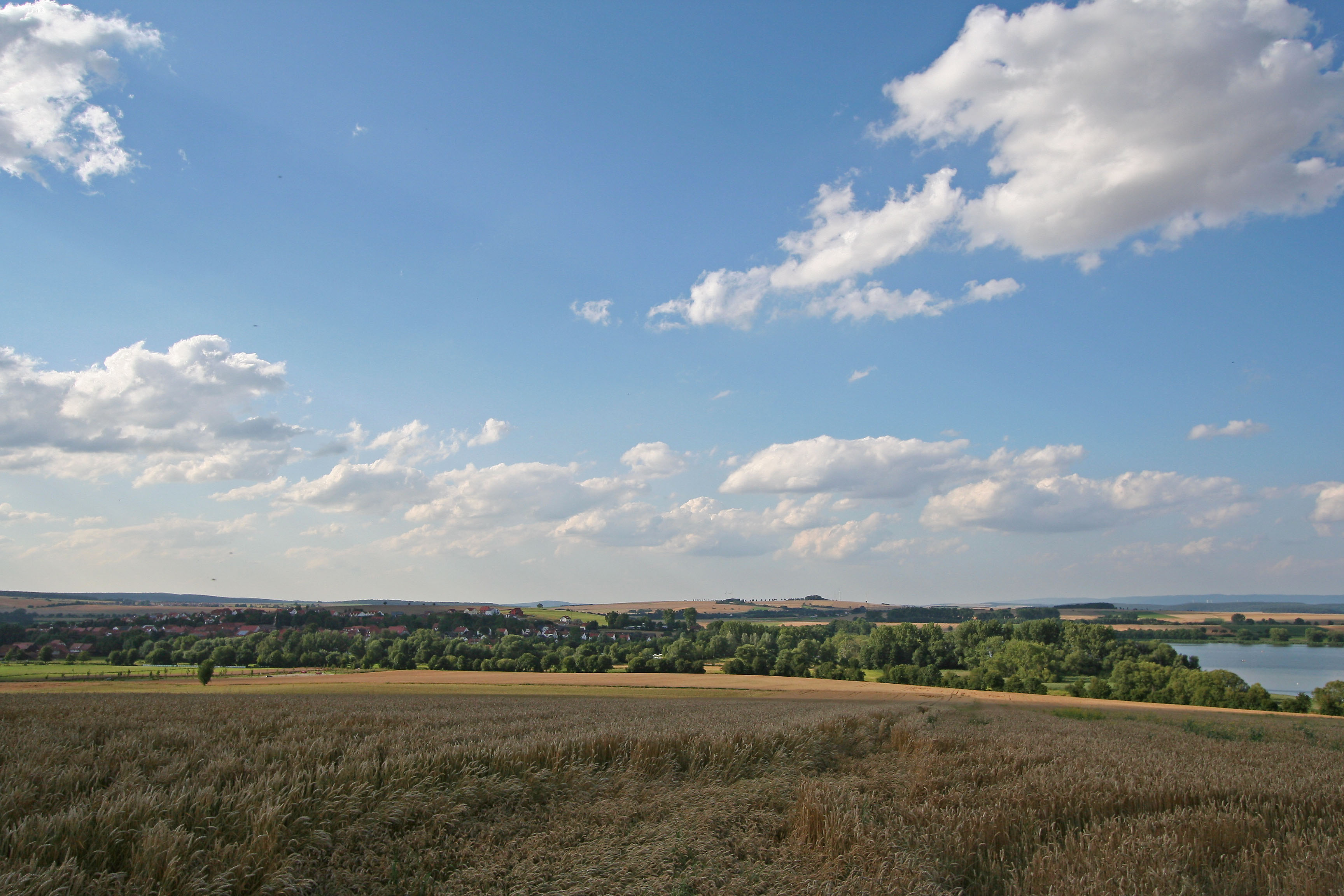